# Минина, Ксения Александровна
Ксения Александровна Минина (7 июля 1941 года, Мстиславль, Могилёвская область, Белорусская ССР, СССР — 18 ноября 1997 года, Москва, Россия) — советская и российская актриса театра и кино, Заслуженная артистка РСФСР (1980). 
Детские годы пришлись на военные годы и были очень тяжелыми. Родилась на оккупированной фашистами территории. Во время войны немцы угнали ее мать в Германию.
В 1957 году окончила в Ленинграде школу № 33 и поступила в Ремесленное училище по специальности «токарь-универсал». Окончив училище, Ксения с 1959 по 1960 год работала токарем на заводе «Вперёд».
В 1960 году Московский Художественный Академический Театр проводил в Ленинграде набор студентов в школу-студию. Ксения успешно прошла, минуя первый и второй туры, и была зачислена на курс П.В. Массальского.
В 1964 году с отличием окончила Школу-студию МХАТ (курс П.В. Массальского). Отучившись, начинающая актриса в 1964 году была зачислена в труппу МХАТа, в котором проработала до 1995 года.

## Творческая биография
МХАТу Ксения Минина отдала всю свою жизнь. В течение тридцати лет она выходила на его сцену в самых разных спектаклях, среди которых: «Эшелон», «Валентин и Валентина» и «Старый Новый год» М. Рощина; «Уходя, оглянись» Э. Володарского; «Синяя птица» М. Меттерлинка; «Три толстяка» Ю. Олеши; «Нахлебник» И. Тургенева; «На всякого мудреца довольно простоты» А. Островского; «Иванов», «Чайка» и «Вишнёвый сад» А. П. Чехова; «Кремлёвские куранты» Н. Погодина и др.
В кино начала сниматься с 1965 года, дебютировав в роли Гали Дроздовой в психологическом детективе «Авария». Снималась до 1989 года, на экраны выходили фильмы и фильмы-спектакли с ее участием «Уходя, оглянись...», «Иванов», «Счастливая, Женька!», «Волоколамское шоссе», «Человек с аккордеоном» и др.
Актриса работала на радио, участвовала в постановках радиоспектаклей: «Дети Солнца» (по Максиму Горькому) и «Синяя птица» (по Меттерлинку).
Заслуженная артистка РСФСР.
Последние два года тяжело болела онкологическим заболеванием. Скончалась 18 ноября 1997 года, похоронена в Москве на Хованском кладбище.

## Фильмография
1. 1965 — Авария — Галина Дроздова
2. 1965 — За проходной (фильм-спектакль)
3. 1965 — Бранденбургские ворота (фильм-спектакль)
4. 1965 — Три времени года
5. 1965 — Учитель словесности (короткометражный) — Маня Шелестова
6. 1966 — Жизнь хорошая штука, брат! — Маруся
7. 1967 — Мятежная застава — Марфа
8. 1969 — Люди из захолустья (фильм-спектакль) — Дуся
9. 1969 — Строгая девушка (фильм-спектакль) — Тамара
10. 1970 — Недостача
11. 1970 — Самоуправцы (фильм-спектакль)
12. 1971 — День за днём (телепостановка) — Октябрь, 11-е. Понедельник | 8-я серия / Катя, секретарь Прониной (нет в титрах)
13. 1972 — День за днём (телепостановка) — Январь, 29-е. Суббота | 10-я серия / Ксения младшая сестра Антонины
14. 1972 — День за днём (телепостановка) — Февраль, 21-е. Понедельник | 11-я серия / Ксения младшая сестра Антонины
15. 1972 — День за днём (телепостановка) — Март, 8-е. Пятница | 12-я серия / Ксения младшая сестра Антонины
16. 1972 — День за днём (телепостановка) — Июнь, 20-е. Вторник | 14-я серия / Ксения младшая сестра Антонины
17. 1972 — День за днём (телепостановка) — Сентябрь, 24-е. Воскресенье | 15-я серия / Ксения младшая сестра Антонины
18. 1972 — День за днём (телепостановка) — Декабрь, 28-е. Четверг | 17-я серия / Ксения младшая сестра Антонины
19. 1972 — Льды уходят в океан (фильм-спектакль) — Людмила Хрисанова
20. 1972 — Нахлебник (фильм-спектакль) — Маша, горничная
21. 1972 — Первое лицо множественного числа (фильм-спектакль)
22. 1972 — Печки-лавочки — Ксения, жена Васьки Чулкова
23. 1973 — Это сильнее меня — Варя
24. 1973 — Записки охотника (фильм-спектакль) — Матрёна
25. 1974 — Наследники — Маша
26. 1975 — Дорога — Клава (нет в титрах)
27. 1977 — Вызов — доярка, нет в титрах]]
28. 1977 — Джентльмены, которым не повезло (фильм-спектакль) — Миссис Мерфи
29. 1977 — Неоконченная пьеса для механического пианино — Лизочка
30. 1978 — Антонина Брагина — Антонина Брагина
31. 1978 — В день праздника — Катя
32. 1978 — Москва. Чистые пруды (фильм-спектакль) — Алевтина
33. 1979 — Верой и правдой — Светлана Карповна, врач скорой помощи
34. 1979 — По данным уголовного розыска… — Игнатова Клавдия Михайловна — Председатель колхоза
35. 1979 — Своё счастье — секретарь в издательстве
36. 1980 — Старый Новый год — Клава Себейкина
37. 1981 — Иванов (фильм-спектакль) — Бабакина Марфа Егоровна
38. 1981 — Уходя, оглянись… (фильм-спектакль) — Нина Аркадьевна
39. 1981 — Фитиль (киножурнал) — Стриптиз поневоле | №252
40. 1984 — Волоколамское шоссе (фильм-спектакль) — Никольская, военврач
41. 1984 — Счастливая, Женька! — Светлана, соседка
42. 1985 — Человек с аккордеоном — гостья на свадьбе
43. 1988 — Фитиль (киножурнал) — Ценная находка | №317'
44. 1989 — Ночь на размышление (телеспектакль)

## Роли в театре
- Эшелон (М. Рощин)
- Валентин и Валентина (М. Рощин)
- Уходя оглянись (Э. Володарский)
- Синяя птица (М. Меттерлинк)
- Три толстяка (Ю. Олеша)
- На всякого мудреца довольно простоты (А. Островский)
- Старый Новый год (М. Рощин)
- Иванов (А. Чехов)
- Кремлёвские куранты (Н. Погодин)
- Чайка (А. Чехов)
- Вишневый сад (А. Чехов)
- Учитель словесности
- Нахлебник (И. Тургенев)